# Andy Oliver
Andrew Allen Oliver (né le 3 décembre 1987 à Vermilion, Ohio, États-Unis) est un ancien joueur professionnel de baseball. Lanceur gaucher de baseball qui a évolué pour les Tigers de Détroit de la Ligue majeure de baseball en 2010 et 2011.

## Carrière
Après des études secondaires à la Vermilion High School de Vermilion (Ohio), Andy Oliver est drafté le 6 juin 2006 par les Twins du Minnesota au 17e tour de sélection. Il repousse l'offre et suit des études supérieures à l'Oklahoma State University à Stillwater (Oklahoma), où il porte les couleurs des Oklahoma State Cowboys de 2007 à 2009. Il est membre de l'équipe universitaire des États-Unis qui remporte le championnat du monde universitaire FISU en 2008.
Il rejoint les rangs professionnels à l'issue de la draft du 9 juin 2009 par les Tigers de Détroit au deuxième tour de sélection. Il perçoit un bonus de 1 495 000 dollars à la signature de son premier contrat professionnel le 17 août 2009.
Oliver passe quelques mois en Ligues mineures avant d'effectuer ses débuts en Ligue majeure le 25 juin 2010 comme lanceur partant face aux Braves d'Atlanta. Il effectue cinq apparitions au plus niveau comme lanceur partant, pour quatre défaites et une moyenne de points mérités de 7,36 et est réaffecté en Triple-A, chez les Toledo Mud Hens, le 19 juillet 2010. Avec les Mud Hens, il joue 23 parties comme lanceur partant, pour neuf victoires, huit défaites et une moyenne de points mérités de 3,45.
Le 15 mars 2011, Oliver est affecté en Triple-A, chez les Toledo Mud Hens. Il ne fait que deux apparitions chez les Tigers au cours de la saison qui suit.
Il joue en ligues mineures dans l'organisation des Tigers en 2012, puis est échangé aux Pirates de Pittsburgh pour Ramón Cabrera, un receveur, le 5 décembre 2012. Il joue dans les mineures avec des clubs affiliés aux Pirates en 2013 et 2014, puis aux Rays de Tampa Bay et aux Orioles de Baltimore en 2015.

## Statistiques
| Saison | Équipe  | G | GS | CG | SHO | V | D | SV | IP   | SO | ERA  |
| ------ | ------- | - | -- | -- | --- | - | - | -- | ---- | -- | ---- |
| 2010   | Détroit | 5 | 5  | 0  | 0   | 0 | 4 | 0  | 22.0 | 18 | 7,36 |
| Totaux | Totaux  | 5 | 5  | 0  | 0   | 0 | 4 | 0  | 22.0 | 18 | 7,36 |

Note : G = Matches joués ; GS = Matches comme lanceur partant ; CG = Matches complets ; SHO = Blanchissages ; 
V = Victoires ; D = Défaites ; SV = Sauvetages ; IP = Manches lancées ; SO = Retraits sur des prises ; ERA = Moyenne de points mérités.